# Lee Calhoun
Lee Quincy Calhoun (Laurel, 23 de fevereiro de 1933 –  Erie, 22 de junho de 1989) foi um velocista e campeão olímpico norte-americano especializado nos 110 metros com barreiras.
Estudante da North Carolina Central University, venceu o campeonato das 120 jardas com barreiras da NCAA em 1956 e 1957 e na AAU foi campeão dos 110 m c/ barreiras em 1956 e 1959 e das 120 jardas em 1957. Em Melbourne 1956 venceu a prova olímpica com a marca de 13s5, recorde olímpico; em 1958 foi suspenso pela União Amadora por ter recebido presentes em um programa de televisão, Bride and Gloom,  e parecia estar fora de seu auge quando das seletivas para Roma 1960, mesmo depois de ganhar uma medalha de prata nos Jogos Pan-americanos de 1959 em Chicago. Mas pouco antes dos Jogos ele marcou 13s2 para a prova, igualando o recorde mundial, e tornou-se favorito a uma segunda medalha de ouro. Ele a conquistou em Roma com a marca de 13s98, o primeiro atleta a conquistar duas vezes consecutivas o título olímpico nos 110 m c/ barreiras.
Após se retirar das competições, ele se tornou técnico de atletismo em universidades como Yale e Western Illinois. Foi técnico da equipe de atletismo americana na Cidade do México 1968 e assistente-técnico em Montreal 1976.